# Alicia López
Alicia López Verdú (Alicante, 20 aprile 1976) è un'ex cestista spagnola.

## Carriera
Con la Spagna ha disputato i Campionati europei del 2001.